# Белене
Белене (буг. Белене) град је у Републици Бугарској, у северном делу земље, седиште истоимене општине Белене у оквиру Плевенске области.
Белене је познато суседном речном острву Белене, које је после Другог светског рата било затвор комунистичких власти за политичке осуђенике. Последњих година дати град се прочуо по плановима за градњу нове бугарске нуклеарне централе на датом месту, а спомињано је и учешће Србије у датом пројекту.

## Географија
Положај: Белене се налази у крајњем северном делу Бугарске, на граници са Румунијом (граница је река Дунав). Од престонице Софије град је удаљен 225 km североисточно, а од обласног средишта, Плевена град је удаљен 60 km североисточно.
Рељеф: Област Белена се налази у области бугарског Подунавља. Градско подручје је равничарско, на приближно 30 m надморске висине. 
Клима: Клима у Белену је конитнентална.
Воде: Град се образовао уз рукавац Дунава, који део данашњи град од речног истоименог острва Белене. Како рукавац није плован, Белене никада није било пристаниште.

## Историја
Област Белена је првобитно било насељено Трачанима, а после њих овом облашћу владају стари Рим и Византија. Јужни Словени ово подручеје насељавају у 7. веку. Од 9. века до 1395. године област је била у саставу средњовековне Бугарске.
После 5 векова турског јарма Белене је постало 1878. године део савремене бугарске државе. Насеље постаје средиште окупљања за села у околини, са више јавних установа и трговиштем. Белене су 1964. године проглашене градом.
На суседном речном острву Белене после Другог светског рата био је затвор комунистичких власти за политичке осуђенике. 

## Становништво
По проценама из 2010. године. Белене је имало око 8.800 ст. Огромна већина градског становништва су етнички Бугари. Остатак су махом Роми. Последњих деценија град губи становништво због удаљености од главних токова развоја у земљи.
Претежан вероисповест месног становништва је православна. Мањинска вероисповест је римокатоличанство, али са дугом традицијом.

## Галерија
- Град и острво Белене
- Рукавац Белене
- Градски трг зими